# Pavetta glomerata
Pavetta glomerata är en måreväxtart som beskrevs av Cornelis Eliza Bertus Bremekamp. Pavetta glomerata ingår i släktet Pavetta och familjen måreväxter. Inga underarter finns listade i Catalogue of Life.